# Wao
Wao (Filipino: Bayan ng Wao) ist eine philippinische Stadtgemeinde in der Provinz Lanao del Sur, Verwaltungsregion Autonomous Region in Muslim Mindanao. Sie hat 45.862 Einwohner (Zensus 1. August 2015), die in 26 Barangays lebten. Sie wird als Gemeinde der zweiten Einkommensklasse auf den Philippinen und als teilweise urbanisiert eingestuft.
Wao liegt im Südwesten der Provinz, ca. 254 Straßenkilometer südöstlich von Marawi City entfernt, am Fuß des Vulkans Ragang. Ihre Nachbargemeinden sind Kalilangan und Pangantucan im Osten, Bumbaran im Nordwesten, Banisilan und Alamada im Süden.

## Baranggays
| - Amoyong - Balatin - Banga - Bo-ot - Buntongun - Cebuano Group - Christian Village - Eastern Wao - Extension Poblacion - Gata - Kabatangan - Kadingilan - Katutungan | - Kilikili East - Kilikili West - Malaigang - Manila Group - Milaya - Mimbuaya - Muslim Village - Pagalongan - Panang - Park Area - Pilintangan - Serran Village - Western Wao |

## Weblink
- Informationen der Philippine Statistics Authority über Wao